# غالب بن المتوكل محمد
الهادي غالب بن المتوكل محمد (ولد في 1823 - توفي في 30 سبتمبر 1885) كان إمام للدولة الزيدية في اليمن حيث حكم من 1851 إلى 1852 وطالب لدى الدولة العثمانية بالاعتراف به إماما لليمن في عام 1872.

## التنافس على الإمامة
كان الهادي غالب ابن الإمام المتوكل محمد. عندما سجن والده وقتل في عام 1849 تمكن غالب من الفرار. لجأ إلى قبائل ذو محمد وذو حسين. في السنوات التالية ظهر عدد من المطالبين بالإمامة في المرتفعات اليمنية. من أجل تسوية المسألة عقد اجتماع في عام 1851 في الروضة إلى الشمال من العاصمة صنعاء. وافق المطالبين على قبول من يتم تعيينه. كان غالب واحد من الحاضرين وعين تحت اسم الهادي غالب. أثناء إمامته القصيرة اتصل مع العثمانيين الذين احتلوا الأراضي المنخفضة اليمنية (تهامة). أخذ موقف منقاد تجاه مواجهة الباب العالي.

## الفوضى والسيطرة العثمانية
كان حكمه مضطرب بسبب اندلاع القتال مع منافس له يدعى عباس. كل منهما سيطر على جزء من صنعاء. بالنظر إلى الحرب الأهلية غادر العديد من العلماء إلى مدن أخرى. في عام 1852 غادر الهادي غالب صنعاء وعين والي عليها وهو الشيخ أحمد الهايمي. وفقا للوكيل السياسي البريطاني ر. ل. بلايفير فقد اعترف به سنة 1858 تقريبا. كان يعتبر الهايمي وزيرا.
ومع ذلك عندما حاول الهادي غالب دخول صنعاء في 1857 أو 1858 أغلقت الأبواب في وجهه. حاصر الإمام وأتباعه صنعاء ولكن حاكم الهايمي أحبط طموحاته. في السنة التالية اضطر الهايمي غير المحبوب من سكان صنعاء مغادرتها فرارا. بعد ذلك حكم المدينة والي آخر وهو محسن معيد من 1860 إلى 1872. بحلول وقت مبكر سبعينات القرن الثامن عشر طرد محسن معيد الإمام الحالي المتوكل المحسن وأعاد كرامة الهادي غالب مرة أخرى.
في هذه الأثناء أعطى افتتاح قناة السويس في عام 1869 زخما جديدا للعثمانيين لاحكام الخناق على اليمن من أجل مواجهة النفوذ البريطاني بين قبائل المنطقة. وجد الإمام جديد ومحسن معيد سبب لاتخاذ موقف للترحيب بالأتراك الذين ساروا إلى صنعاء في أبريل 1872. مع هذه الأحداث تم إنهاء الدولة الزيدية التي تأسست في 1597 على الرغم من أنها نشأت مرة أخرى بعد عدة عقود. قررت الإدارة العثمانية نفي الإمام مع مجموعة من المقربين منه. عاش لاحقا على راتب شهري مقدم من السلطات العثمانية حتى وفاته في الروضة إلى الشمال من صنعاء في عام 1885.